# Preston, Iowa
Preston är en ort i Jackson County i Iowa. Vid 2010 års folkräkning hade Preston 1 012 invånare.

## Kända personer från Preston
- Frederick Schule, häcklöpare